# Augusto Antonioli
Augusto Antonioli Vásquez (Lima, 1930) es un abogado y político peruano. Fue sucesivamente ministro de Justicia, de Educación, y de Trabajo, a lo largo del primer gobierno de Alberto Fujimori (1990-1995).
Fue también embajador del Perú ante la Santa Sede (1995-1997).

## Biografía
Es abogado experto en asuntos administrativos y laborales. Desempeñó su profesión en los ministerios de Trabajo, Educación, Salud y Aeronáutica.
El 28 de julio de 1990 juró como ministro de Estado en el despacho de Justicia, integrando el primer gabinete ministerial del gobierno de Alberto Fujimori, que estaba presidido por el ingeniero Juan Carlos Hurtado Miller. Fue durante esta gestión que se dio el Decreto Supremo N.º 017 que disponía la gracia de indulto a los reos que no habían sido procesados en el plazo determinado.
El 7 de noviembre de 1991 pasó a ser ministro de Educación. Durante su gestión sucedió una grave crisis con el Consejo Nacional del Deporte, que provocó la renuncia de su directorio en pleno y de su presidente. En esa misma línea, su intromisión en la Federación Peruana de Fútbol provocó en febrero de 1992 la renuncia de su presidente Manuel Burga Seoane, que solo llevaba 35 días en el cargo.
Al ocurrir el autogolpe del 5 de abril de 1992, fue uno de los ministros que se mostraron entusiasmados por dicha medida. Era muy cercano a Vladimiro Montesinos, el asesor del presidente. En ese mismo mes de abril pasó a ser ministro de Trabajo y Promoción Social, cargo en el que permaneció hasta finalizar el primer gobierno de Fujimori, en 1995.
Pasó luego a ser embajador plenipotenciario del Perú ante la Santa Sede, cargo que ejerció hasta 1997.
Tras la caída del régimen fujimorista, fue procesado por su complicidad en el autogolpe de 1992 y condenado a cuatro años de prisión en suspenso (2007).

## Publicaciones
- Algo para contar: cinco años en el gabinete de Alberto Fujimori (Lima, 2002)